# Чаббчаббы!
Чаббчаббы! (англ. The ChubbChubbs!) — короткий компьютерно-анимационный фильм. Фильм получил премию «Оскар» в 2003 году в номинации «Лучший короткометражный анимационный фильм». Производство Sony Pictures Imageworks. Продюсер Джарк Барнок, режиссёр Эрик Армстронг, сценарист Джефф Уольвертон.
В 2007 году было выпущено продолжение мультфильма под названием «Чаббчаббы спасают Рождество».

## Сюжет
Мипер работает уборщиком в инопланетном баре, но желает быть певцом караоке. После того, как он, замечтавшись, опрокидывает ведро с водой на электрический провод от микрофона, что приводит к удару током певицы, его выкидывают из бара. Там он встречает умирающего Джа-Джа Бинкса (персонаж из вселенной Звёздных войн), который сообщает ему, что «Чаббчаббы идут!». Вдалеке Мипер видит поднимающуюся пыль от толпы надвигающихся монстров, думает, что это Чаббчаббы, и спешит в бар, предупредить о наступлении. Открыв дверь, он прихлопывает ею певицу и, не успев поведать об опасности, вновь оказывается выброшенным на улицу. На улице он видит несколько милых цыплят и приближающуюся армию монстров. Попытавшись предупредить посетителей бара в третий раз через отверстие в крыше, он проваливается и вновь сбивает певицу, когда кто-то другой заглядывает через дверь с криком «Чаббчаббы идут!»
Бар пустеет — все разлетаются и Мипер остаётся один. Пытаясь убежать, он замечает цыплят и прячет их под своим ведром в надежде спасти от монстров. Монстры с оружием подходят к нему, Мипер предлагает им стать друзьями и вновь погружается в мечты, напевая песню «Why Can’t We Be Friends?» (с англ. — «Почему бы нам не быть друзьями?»). Монстры, недоумевая, стоят и смотрят до тех пор, пока Мипер не спотыкается о своё ведро и не выпускает цыплят. Монстры пытаются сбежать с криками «Это Чаббчаббы!», но цыплята открывают полные страшных зубов рты и набрасываются на них. После они прижимаются к Миперу, который слабым голосом спрашивает у них — «Ну… вы ребята любите караоке?» После титров Мипер и Чаббчаббы поют со сцены бара. Когда песня заканчивается, наступает гробовое молчание, но зверюшки показывают свои страшные зубы, и публика разражается аплодисментами.

## В ролях
- Бредфорд Симонсен — Мипер (Meeper) — похожий на черепаху и тролля инопланетянин, который находит Чабчаббов
- Джефф Уольвертон — Чаббчаббы
- Мортонетт Дженкин — дива в баре
- Питер Лури — Зизакс (Zyzaks)
- Рик Цифф — вышибала
- Эван Ву озвучивал различных инопланетян